# Orchesticus
Orchesticus is een monotypisch geslacht van zangvogels uit de familie Thraupidae:
- Orchesticus abeillei  – Vostangare